# Abetalipoproteinemija
Abetalipoproteinemija ili Bassen–Kornzweigov sindrom  je autosomno recesivna nasledna bolest koja nastaje kao posledica mutacije u genu za mikrosomni TG transportni protein, koji je kritičan pri stvaranju hilomikrona i VLDL–a.
Sindrom se većinom otkriva kod odojčeta sa zncima malapsorpcije masti, steatorejom, usporenim napredovanjem u rastu i razvoju, i mogućom mentalnom retardacijom. Kako se vitamin E dostavlja perifernim tkivima preko VLDL i LDL čestica, obolele osobe, u načelu, pokazuju simptome teškog nedostatka tog vitamina.
Akantocitoza je tipična promena u gradi eritrocita, koje se uočavaju u razmazu periferne krvi kod aetalipopoproteinemije. Dijagnozu potvrđuje izostanak apo B iz plazme, a biopsija creva pokazuje nedostatak mikrosomnog transportnog proteina.
Bolest se leči visokim oralnim i parenteralnim dozama (100–300 mg/kg 1×/dan) vitamina E uz dodatak dijetnih masti i drugih liposolubilnih vitamina.

## Alternativni nazivi
Abetalipoproteinemija — Akantocitoza — Abetalipoproteinemija neuropatija — Nedostatak apolipoproteina B — Bassen-Kornzweigova bolest — Bassen-Kornzweig sindrom — Bolest izazvana nedostatkom betalipoproteina — Sindrom kongenitalnog nedostatka betalipoproteina — Bolest nedostatka proteina preneta mikrozomom triglicerida.

## Etiopatogeneza
Abetalipoproteinemija je prouzrokovana mutacijama gena koji kodira protein mikrosomalnog transfera (MTP), proteina koji prenosi lipide do apoB u ER, formirajući hrilomike koji se rađaju i VLDL u crevima i jetri.
Ona je veoma retka autoomna recesivna bolest koju karakterišu ekstremno niski nivoi holesterola u plazmi i otsustvo lipoproteina koji sadrže apoB u plazmi.
Abetalipoproteinemiju klinički karakterišu malapsorpcija masti, spinocerebelarna degeneracija, pigmentirana retinopatija i akantocitoza. Većina kliničkih manifestacija abetalipoproteinemije rezultat je oštećenja apsorpcije i transporta vitamina rastvorljivih u masti, naročito alfa tokoferola (vitamina E) koji zavisi od VLDL za efikasan transport iz jetre. Otkrivanje MTP-a kao osnova abetalipoproteinemije dovelo je do koncepta inhibicije MTP-a kao novog terapeutskog cilja za snižavanje nivoa LDL-C.

## Klinička slika
Kliničkom slikom dominiraju:
- smetnje vida zbog postepene degeneracije mrežnjače,
- senzorne neuropatija,
- ispada zadnjih korenova kičmene moždine
- cerebelarni znaci dizmetrije, ataksije i spasticiteta, koji vode fatalnom ishodu.

## Dijagnoza
Početna dijagnoza se postavlja uzorkovanjem stolice, brisa krvi i lipidne ploče, iako ovi testovi nisu uvek i potvrda dijagnoze. Kako je bolest retka, za konačno postavljanje dijagnoze neophodni su genetički testovi, koji se u početku dijagnostike ne rade.
Akantociti se vide na brisu krvi. Pošto nema i/ili ima malo asimilacije hilomikrona, njihov nivo u plazmi ostaje nizak.
Nemogućnost apsorpcije masti u ileumu rezultovaće steatorejom ili mastima u stolici, pa se bolest može klinički dijagnosticikovati kada se nađe stolica koja smrdi. Niski nivoi hilomikrona u plazmi su takođe karakteristični znak bolesti.
Postoji i odsustvo apolipoproteina B.
Na crevnoj biopsiji vide se vakuole koje sadrže lipide u enterocitima. Ovaj poremećaj takođe može rezultovati nakupljanjem masti u jetri (hepatička steatoza). Budući da epitelnim ćelijama creva nedostaje sposobnost stavljanja masti u hilomikrone, na površini ćelije nakupljaju se lipidi, gubeći funkcije neophodne za pravilnu apsorpciju.

## Terapija
Lečenje se obično sastoji od stroge dijatalne ishrane, koja uključuje ogromne količine vitamina E. Vitamin E pomaže telu da obnovi i proizvede lipoproteine, kojima bolesnicima sa abetalipoprotenimijom obično nedostaje.
Vitamin E takođe pomaže u očuvanju zdrave kože i očiju; studije pokazuju da će mnogi pogođeni muškarci imati problema sa vidom u kasnijem u životu.
Poremećaj razvojne koordinacije i mišićna slabost obično se leče fizioterapijom ili radnom terapijom.
Dijetalna restrikcija triglicerida je takođe korisna.

## Moguće komplikacije
Od mogućih komplikacija mogu se javiti:
- Slepilo
- Mentalni poremećaji
- Gubitak funkcije perifernih nerava, nekoordinisano kretanje (ataksija).

## Prognoza
Ako se lečenje započne na početku bolesti, neurološke posledice mogu biti manje i može se sprečiti dalje pogoršanje bolesti. Ako se ne bolest ne leči, stanje može dovesti do prerane smrti.

## Spoljašnje veze
- „Abeetalipoproteinemia — www.sciencedirect.com”. (језик: енглески)

|  | Molimo Vas, obratite pažnju na važno upozorenje u vezi sa temama iz oblasti medicine (zdravlja). |